# Золотоніський коледж ветеринарної медицини
Золотоні́ський технікум ветеринарної медицини Білоцеркі́вського національного аграрного університету — заклад вищої освіти І рівня акредитації, що розташований у місті Золотоноша Черкаської області. Є частиною Білоцерківського національного аграрного університету.

## Історія
Навчальний заклад був заснований 1898 року департаментом землеробства як Золотоніська нижча сільськогосподарська школа І розряду імені статс–секретаря П. А. Столипіна, через що він є одним із найстаріших сільськогосподарських навчальних закладів України. Перші будівлі були збудовані на землі, придбані земством у поміщика Кулічевського Першим директором був Анцібор, потім М.Семенов. 1920 року школа була перетворена у Золотоніський сільськогосподарський технікум. В роки другої світової війни уся навчальна база була знищена, але вже у грудні 1943 року він відновив роботу за спеціальністю «Агрономія». 1947 року було відбудовано навчально–дослідне господарство Маленка Георгія Іпатійовича. 1958 року була відкрита нова спеціальність «Ветеринарія», першими організаторами виступили Колесніков В. Ф. (директор у 1958—1962 роках) та Альошин Б. І. (директор у 1962—1986 роках). 1961 року була закрита агрономівська спеціальність. 1970 року була закрита заочна форма навчання. У 1970-их роках навчальний заклад проводить реконструкцію, добудовують нові приміщення. У квітня 2006 року Золотоніський державний технікум ветеринарної медицини реорганізовано в сучасний заклад.

## Діяльність
Технікум готує фахівців за такими спеціальностями:
- ветеринарна медицина
- технологія виробництва і переробки продукції тваринництва

Структура технікуму охоплює гуртожиток, навчальний корпус з 12 лабораторіями, 15 кабінетами та 2 комп'ютерними класами, їдальню, спортзал, тренажерний зал, музей історії технікуму, бібліотеку, котельну та гараж. Навчальний заклад має власні ферму та навчально-виробничу клініку по утриманню піддослідних тварин у селі Нова Дмитрівка (великої рогатої худоби, свиней, овець, кролів). Тут також розміщуються 2 навчальні корпуси, навчальний ветеринарний пункт, зерновий склад та гаражі. Територія навчального господарства охоплює 14,64 га землі, з яких 3,5 га використовуються для вирощування кормів для тварин.
При навчальному закладі діє фольклорно-етнографічний ансамбль «Дружба», створений ще 1968 року.
У технікумі працюють 38 педагогів, з яких вищу категорію мають 12 осіб, першу категорію — 7 осіб, другу категорію — 7 осіб, спеціалістом є 12 осіб.

## Випускники
- Миронов-Гальченко Дмитро Вікторович — солдат Збройних Сил України, учасник російсько-української війни.